# شانون مک‌میلان
شانون مک‌میلان (انگلیسی: Shannon MacMillan؛ زادهٔ ۷ اکتبر ۱۹۷۴) یک بازیکن فوتبال اهل ایالات متحده آمریکا است.
وی همچنین در تیم ملی فوتبال ایالات متحده آمریکا بازی کرده‌است.